# Сомбоже
Сомбоже (пол. Sąborze) — село в Польщі, у гміні Дамниця Слупського повіту Поморського воєводства.
Населення — 201 особа (2011).
У 1975-1998 роках село належало до Слупського воєводства.

## Демографія
Демографічна структура станом на 31 березня 2011 року:
|          | Загалом | Допрацездатний вік | Працездатний вік | Постпрацездатний вік |
| -------- | ------- | ------------------ | ---------------- | -------------------- |
| Чоловіки | 97      | 20                 | 66               | 11                   |
| Жінки    | 104     | 22                 | 61               | 21                   |
| Разом    | 201     | 42                 | 127              | 32                   |